# José Luis López Monroy
José Luis López Monroy (Nació en México, Distrito Federal el 19 de octubre de 1979) es un exfutbolista mexicano. Jugó de mediocampista ofensivo e hizo su debut en la Primera División de México con el Puebla. Lo apodan "Parejita". Hijo del futbolista José Luis Pareja López.

## Trayectoria
Formó parte del Club Universidad Nacional, donde fue bicampeón en 2004.

### Clubes
| Club                        | País                | Año         | Partidos | Goles | Media |
| --------------------------- | ------------------- | ----------- | -------- | ----- | ----- |
| Puebla Fútbol Club          | México              | 2000        | 4        | 0     | 0     |
| Club Universidad Nacional   | México              | 2001 - 2007 | 210      | 28    | 0.13  |
| Club Necaxa                 | México              | 2007        | 17       | 2     | 0.12  |
| Monarcas Morelia            | México              | 2008        | 0        | 0     | 0     |
| Mérida FC                   | México              | 2009 - 2010 | 40       | 7     | 0.18  |
| Club Deportivo Irapuato     | México              | 2010 - 2011 | 24       | 3     | 0.13  |
| Correcaminos de la UAT      | México              | 2011 - 2012 | 23       | 0     | 0     |
| Tiburones Rojos de Veracruz | México              | 2012 - 2013 | 29       | 2     | 0.07  |
| Venados Fútbol Club         | México              | 2013 - 2015 | 56       | 4     | 0.07  |
| Total en su carrera         | Total en su carrera | 2000 - 2015 | 412      | 46    | 0.11  |

## Títulos

### Campeonatos nacionales
- Club Universidad Nacional - Torneo Clausura - (México) - 2004
- Club Universidad Nacional - Torneo Apertura - (México) - 2004
- Club Universidad Nacional - Campeón de Campeones 2003-2004 -(México) - 2004
- Mérida FC - Torneo Clausura 2009 Primera División 'A'
- Irapuato FC - Torneo Clausura 2011 Liga de Ascenso
- Correcaminos de la UAT - Torneo Apertura 2011 Liga de Ascenso

### Copas internacionales
- Club Universidad Nacional - Ganador del XXVI Trofeo Santiago Bernabéu - (México) - 2004

- Datos: Q542147